# Sultanato di Ader
Il sultanato di Ader o Adar fu uno stato dell'Africa sahariana, esistito tra il XVII secolo e l'inizio del XX secolo.

## Storia
Il territorio del sultanato venne conquistato dal Sultanato di Agadez nel 1674 da Agabba, figlio del sultano Mohamed el Mobarek, sottraendolo alle popolazioni Kebbi. Il territorio rimasto completamente spopolato a seguito del conflitto fu affidato dal sultano al figlio, per fondarvi uno regno sottoposto. Questi venne popolato con genti tuareg, che nei secoli si mischiarono alle popolazioni hausa, e la capitale venne posta a Birni-n-Ader. 
Il neonato sultanato, alleato ad Agadez, fu impegnato in azioni di rappresaglia e saccheggio contro il confinante Zamfara.
Agabba governò direttamente l'Ader, pur soggiornando spesso nell'Aïr, sino al 1688 quando succedette al padre sul trono di Agadez.
Agabba tornò in Ader quando questi venne detronizzato dal fratello Mohammed el Ammin nel 1721, dando origine ad una dinastia che governò l'area sino agli inizi del XX secolo, quando l'area cadde sotto il dominio dei colonizzatori europei. Il sultanato rimase comunque nella sfera di influenza di Agadez.
La residenza dei sultani di Ader fu spostata nella città di Illéla, ove anche dopo l'annessione del sultanato all'Africa Occidentale Francese, agli inizi del XX secolo, risiedono. Pur avendo perso ogni potere politico la loro autorità morale e prestigio fu mantenuta dai colonizzatori francesi e nel successivo stato del Niger.